# 帯広運輸支局
帯広運輸支局（おびひろうんゆしきょく）は、国土交通省の地方支分部局である北海道運輸局の運輸支局のひとつで、北海道帯広市西19条北1丁目に所在する。
- ここで交付されるナンバープレートは、「帯広」ナンバーであったが、2025年（令和7年）5月7日から帯広市を除く十勝総合振興局管内の18町村は、「十勝」のご当地ナンバーが導入された[1]。
- 1988年（昭和63年）以前に交付されていたナンバープレートは、「帯」ナンバーであった。

## 自動車登録管轄区域
十勝総合振興局管内である。
- 帯広市・河東郡・上川郡新得町・清水町・河西郡・広尾郡・中川郡幕別町・池田町・豊頃町・本別町・足寄郡・十勝郡